# Погорелов, Александр Геннадьевич
Александр Геннадьевич Погоре́лов (род. 10 января 1980 года в Железногорске, Курская область, СССР) — российский многоборец. Бронзовый призёр чемпионата мира 2009 года в десятиборье, двукратный вице-чемпион Европы в помещениях в семиборье (2005 и 2007), чемпион России в семиборье (2002 и 2006). Мастер спорта международного класса.
Выпускник Брянского государственного университета.

## Чемпионат мира-2009
Бронза, которую завоевал Александр на чемпионате мира 2009 года в Берлине, стала первой медалью россиян в этой дисциплине за всю историю летних чемпионатов мира. До этого единственной наградой отечественных десятиборцев была бронза Павла Тарновецкого на чемпионате мира 1987 года в Риме, которую он выиграл в составе сборной СССР. Сам Погорелов до этого дважды выступал на чемпионатах мира — в 2003 году в Париже он не закончил соревнования, а в 2005 году в Хельсинки был 5-м.
В ходе соревнований в Берлине Погорелов выиграл толкание ядра с личным рекордом (16 м 65 см), был 4-м в беге на 110 м с/б (14,19 сек), третьим в метании диска (48 м 46 см), третьим в прыжках с шестом с повторением личного рекорда (5 м 10 см).
В апреле 2018 года Международная ассоциация легкоатлетических федераций (ИААФ) лишила Погорелова бронзовой медали чемпионата мира-2009 из-за нарушений антидопинговых правил.

## Допинг
В августе 2016 года через 8 лет после завершения соревнований, решением МОК из-за "положительной" допинг-пробы был аннулирован результат (4 место), показанный Александром Погореловым на Олимпийских играх 2008 года в Пекине. К этому моменту спортивная карьера Александр Погорелова уже была давно завершена.